# Edmund Wojtyła
Edmund Antoni Wojtyła (Krakkó, 1906. augusztus 27. – Bielsko, 1932. december 4.) lengyel orvos, Emilia és Karol Wojtyła fia, Karol Wojtyła, a későbbi Szent II. János Pál pápa bátyja.

## Élete
Az első világháború kitörésekor apját Morvaországba, Hranicéba vezényelték. Tanulmányait itt kezdte meg egy osztrák kadétiskolában. Később több éven át Wadowicéban laktak, ahol elemi és gimnáziumi tanulmányait végezte. 1924. június 12-én szerezte meg érettségijét.
1924 és 1930 között a krakkói Jagelló Egyetem hallgatója volt. Az orvostudomány doktora címet 1930. május 28-án kapta meg. Ezt követően több hónapon át a krakkói gyermekklinikán dolgozott, majd 1931. április 1-jétől a bielskói városi kórházban helyettes főorvos lett. 1932 novemberében megmentette egy skarláttal fertőzött betege életét. A súlyos betegséget elkapta és négynapos küzdelem után elhunyt. Temetésén számos ember megjelent. Sírkövére azt írták, hogy fiatal életét a szenvedő emberiségért áldozta fel. Szülei mellett a krakkói Rakowicki temetőben nyugszik.
2006-ban film készült az életéről A pápa testvére címmel, a filmet Stanisław Janicki rendezte. Nevét viseli Bielsko-Biała általános kórháza, valamint egy utca Wadowicéban.

## Hatása a későbbi pápára
A halálakor alig 12 éves Karol számára egyszerre volt tanár, gondviselő és játszótárs, aki hegyitúra-vezetőként is példaként állt előtte. Az egyházfő vatikáni hivatalában pápasága végéig őrizte bátyja sztetoszkópját, amit az a bielskói kórházban használt.

## Fordítás
- Ez a szócikk részben vagy egészben a Edmund Wojtyła című lengyel Wikipédia-szócikk ezen változatának fordításán alapul.  Az eredeti cikk szerkesztőit annak laptörténete sorolja fel. Ez a jelzés csupán a megfogalmazás eredetét és a szerzői jogokat jelzi, nem szolgál a cikkben szereplő információk forrásmegjelöléseként.